# Ardipithecus
Ardipithecus je rod vyhynulých hominidů, žijící ve svrchním miocénu až spodním pliocénu (před 4,4 - 5,8 miliony let) na území dnešní Etiopie ve východní Africe. Je jedním z prvních zástupců lidské vývojové linie po oddělení od předků šimpanzů. Starší jsou pouze rody Sahelanthropus a Orrorin, jejichž postavení ale zatím není zcela jisté. Předpokládá se, že Ardipithecus mohl být předchůdcem mladšího rodu Australopithecus.
V současnosti se rozlišují dva druhy – starší Ardipithecus ramidus kadabba (před 5,2 - 5,77 miliony let) a mladší Ardipithecus ramidus ramidus (před 4,4 miliony let), případně jeden druh A. ramidus se dvěma poddruhy A. r. ramidus a A. r. kadabba. Oba žily v oblasti středního toku řeky Awaš a mohly na sebe vývojově navazovat.
Rodové jméno Ardipithecus je složeninou afarského slova Ardi („zem“, „podlaha“) a řeckého πίθηκος - pithekos („opice“) a znamená tedy „zemní opice“.

## Objevy

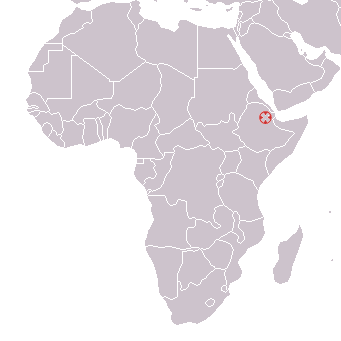
Místo nálezu na mapě Afriky

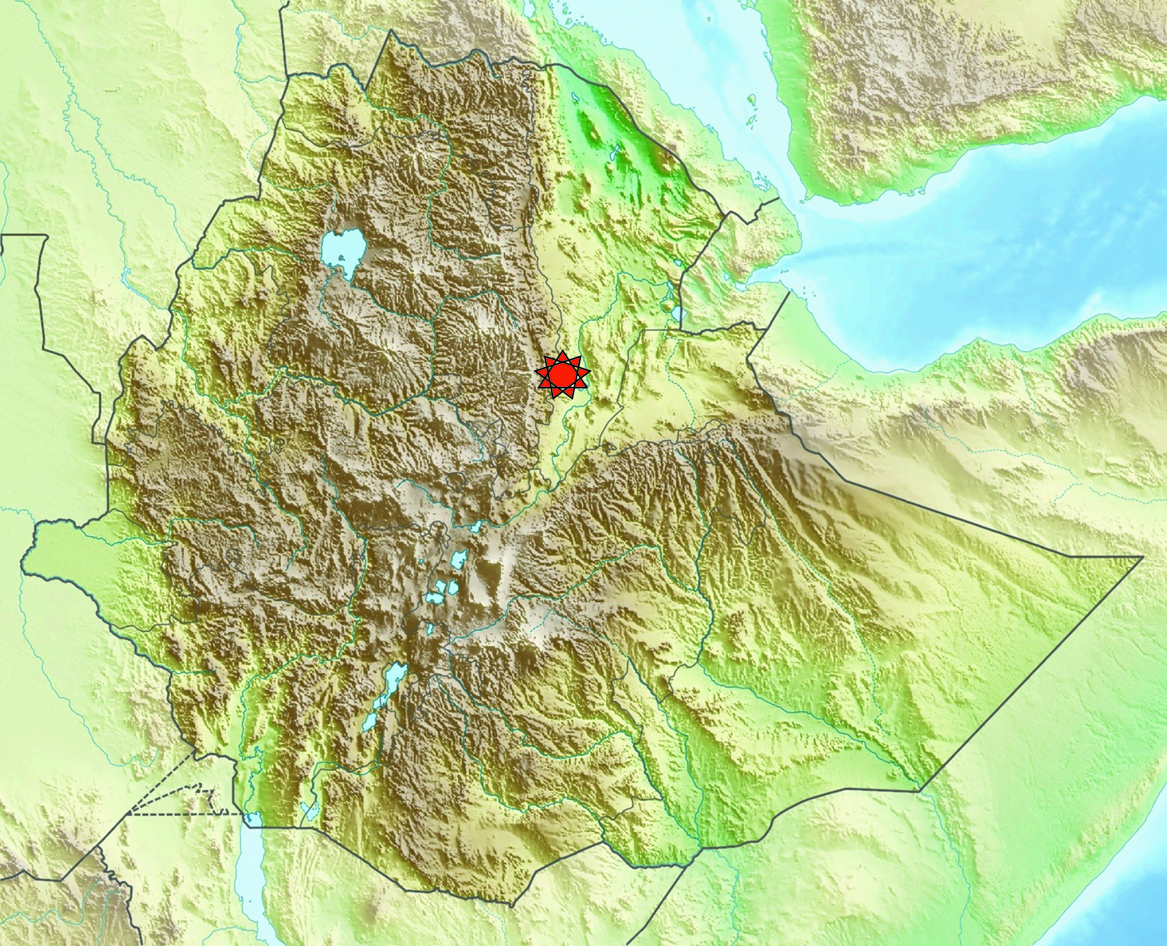
Oblast Middle Awash na mapě Etiopie

První ostatky zachytil japonský paleoantropolog Gen Suwa 17. prosince 1992 na lokalitě Aramis na středním toku řeky Awaš v Afarské pánvi (severovýchodní Etiopie). Americko-etiopský výzkumný tým, který vedl paleoantropolog Tim D. White, následně v letech 1992 - 1993 objevil na téže lokalitě dalších 16 zlomků kostí, které byly popsány v roce 1994 jako druh Australopithecus ramidus. Již v roce 1995 však bylo vydáno doplnění původní publikace, ve kterém byl navržen zcela nový rod Ardipithecus s druhem Ardipithecus ramidus. Výzkumy v Aramis a na přilehlých lokalitách Kuseralee Dora a Sagantole ale pokračovaly i nadále, takže v roce 2009 bylo známo celkem 115 vzorků, představujících ostatky nejméně 36 jedinců, včetně celé, částečně dochované kostry.
16. prosince 1997 pak etiopský paleoantropolog Yohannes Haile-Selassie objevil ostatky na lokalitě Alayla, rovněž v oblasti středního toku řeky Awaš. Podobné zlomky byly zachyceny i na dalších čtyřech lokalitách v okolí. Nálezy byly popsány v roce 2001 jako poddruh Ardipithecus ramidus kadabba. V roce 2004 však byly na základě množících se odlišností přeřazeny do samostatného druhu Ardipithecus kadabba.
V letech 1999 - 2003 bylo nalezeno celkem 11 zlomků kostí také na lokalitě As Duma v oblasti Gona, severně od Middle Awash. Byly přiřazeny k druhu Ardipithecus ramidus, jsou však značně nekompletní a jejich druhová příslušnost se předpokládá zejména na základě podobného stáří.

### Ardi
V roce 2009 byl po 15 letech od objevu publikován dlouho očekávaný popis unikátně dochované kostry druhu Ardipithecus ramidus. Zachyceno bylo 45% všech kostí (chyběla pouze páteř, žebra a pažní kosti), takže je možné učinit si poměrně přesnou představu o velikosti, vzhledu i způsobu pohybu tohoto jedince. Jednalo se o ostatky samice, která byla podle rodového názvu pojmenována Ardi. Nálezu bylo v prvním říjnovém čísle prestižního časopisu Science věnováno celkem 11 článků. Publikace způsobila světovou senzaci, kterou zmínilo velké množství médií. Nález byl přitom označován jako „objev století“. Ardi se tak stala slavnější než kostra Lucy (Australopithecus afarensis), kterou vědci našli v roce 1974 v Hadaru, pouhých 75 km severně od Aramis.

## Popis

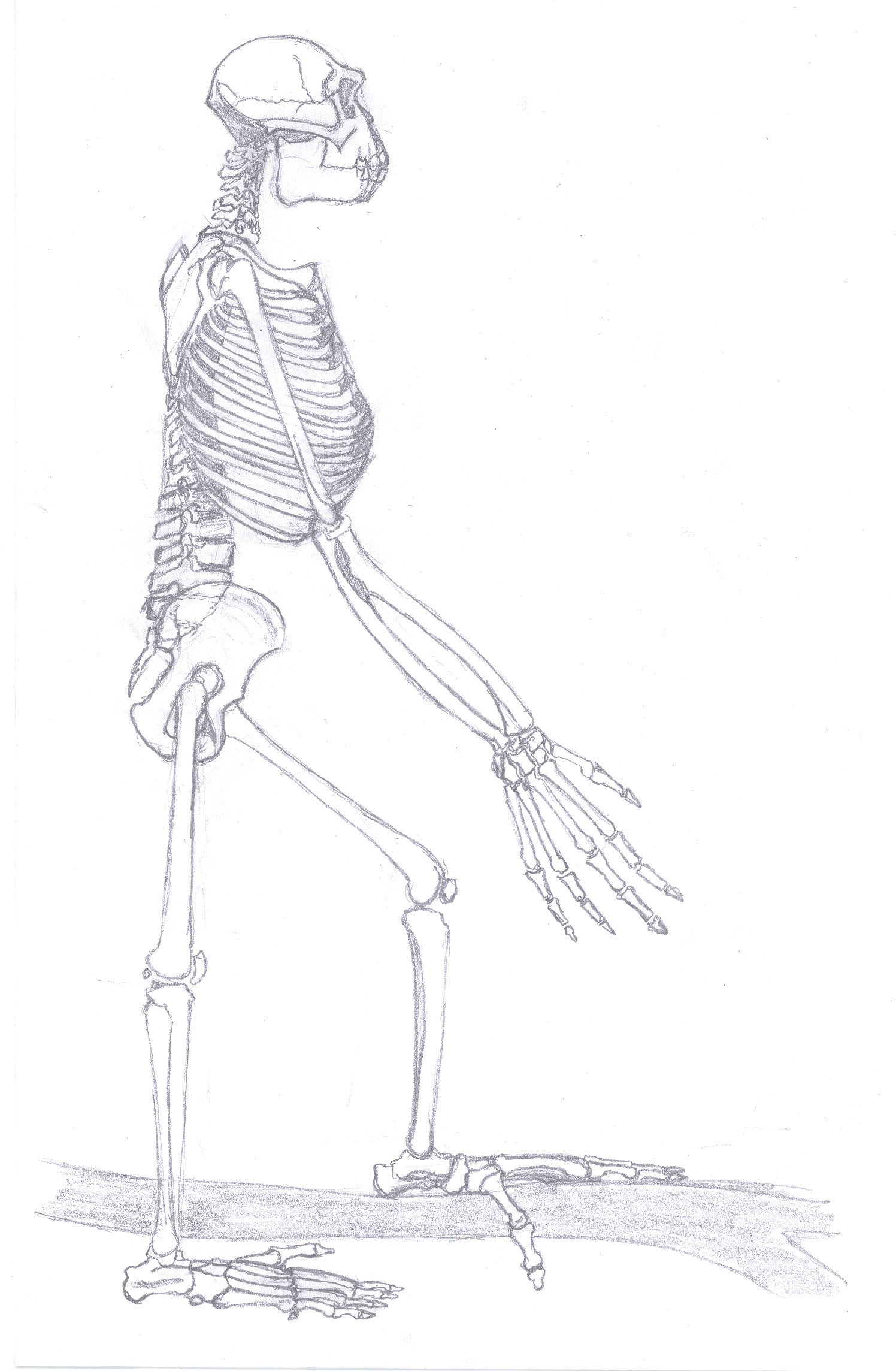
Ardi - celková rekonstrukce

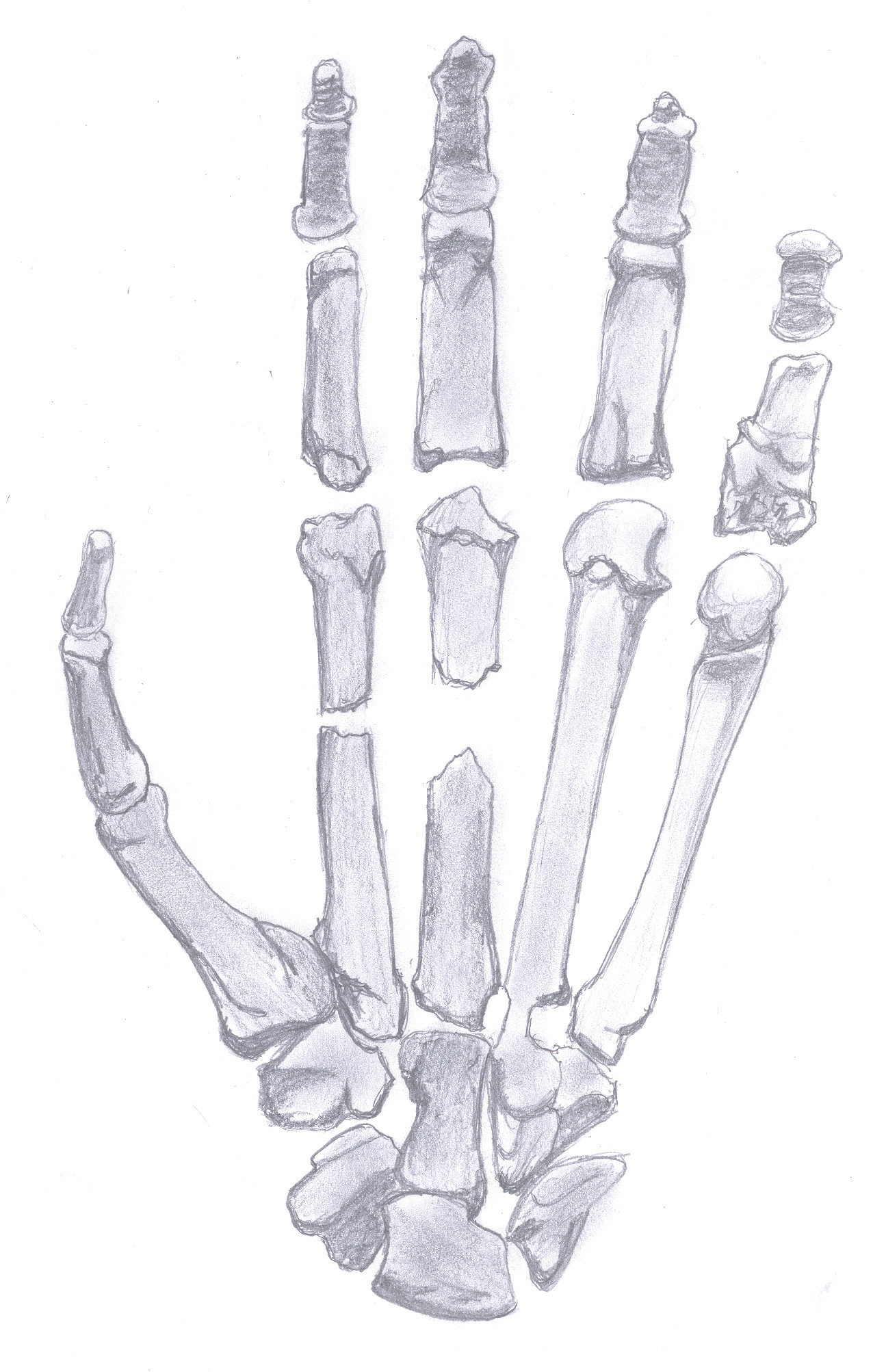
Ardi - kostra ruky

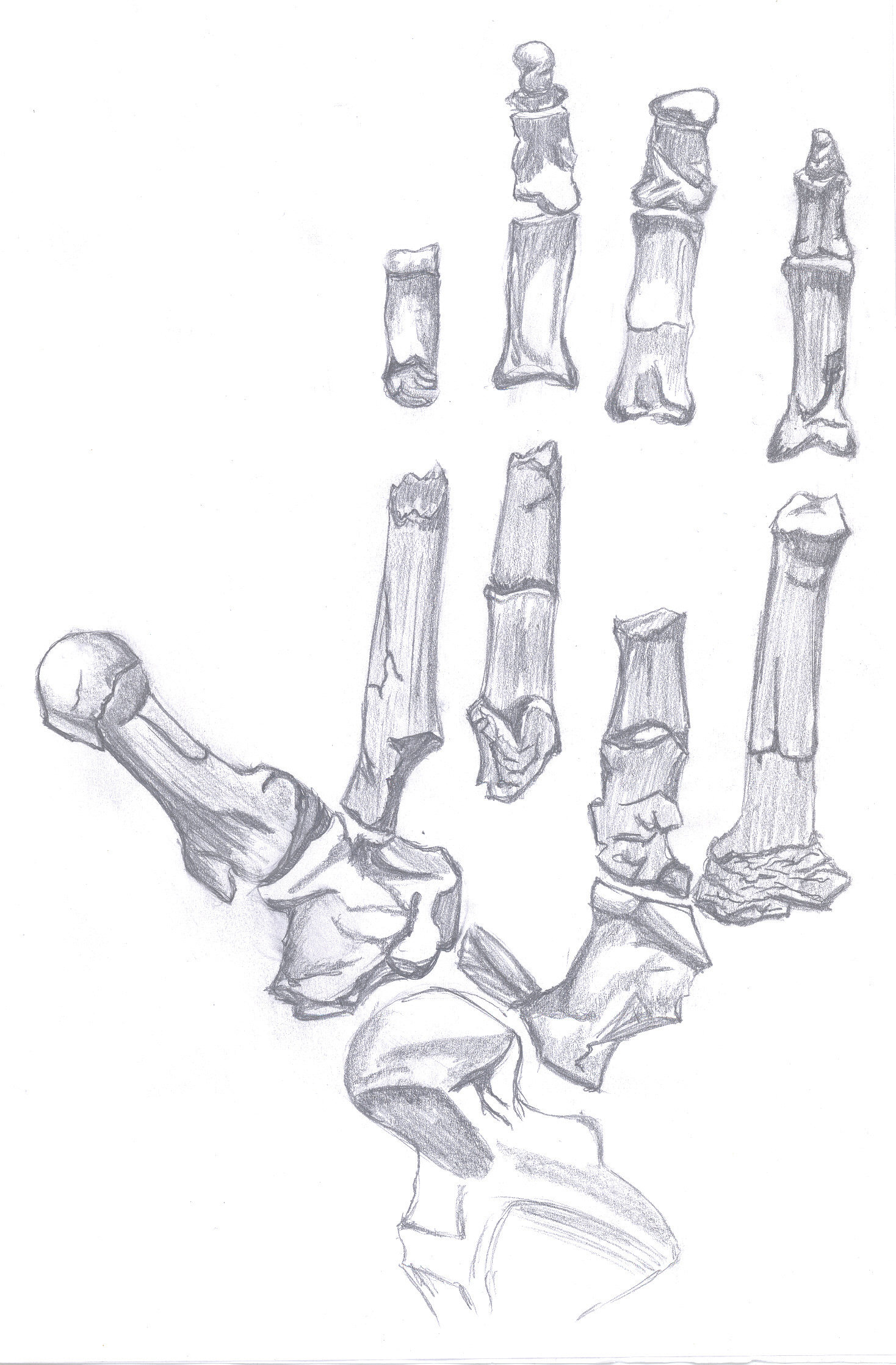
Ardi - kostra nohy

Ardipithecus, především pak druh Ardipithecus ramidus je nejlépe doloženým a poznaným zástupcem nejstarších homininů. Oproti rodům Sahelanthropus a Orrorin nebyly odhaleny pouze drobné zlomky kostí mnoha jedinců z různých lokalit a časových období, ale také poměrně kompletní kostra jediného tvora. Většina poznatků o vzhledu a způsobu života ardipitéků tak vychází právě z unikátního nálezu samice Ardi. Zachycené ostatky druhu Ardipithecus kadabba jsou naproti tomu málo početné a zlomkovité, takže poskytují jen minimum informací.
Ardipithecus mohl dosahovat výšky asi 120 cm a hmotnosti kolem 50 kg, tedy zhruba jako samice moderního šimpanze. Měl i obdobně velkou hlavu a mozek (s kapacitou 300 – 350 cm³). Na základě nálezů mnoha jedinců podobné velikosti se nepředpokládá výrazný pohlavní dimorfismus, takže samci mohli být přibližně stejně velcí jako samice.
Obličej měl již oproti lidoopům méně vystupující čelisti, ale v porovnání s australopitéky také chyběly výrazné lícní kosti. Významným znakem je zkrácená spodina lebeční a vpřed posunutý velký týlní otvor (foramen magnum).
Zadní zuby (stoličky a třenové zuby) byly větší než u současných šimpanzů, ale menší než u rodu Australopithecus. Naopak přední zuby (řezáky a špičáky) byly oproti šimpanzům menší, užší, ale v porovnání s australopitéky a lidmi ještě velké. Zubní sklovina byla mírně silnější než u moderních šimpanzů, ale výrazně slabší než u rodu Australopithecus. Druh Ardipithecus kadabba měl ještě poměrně výrazné špičáky i funkční ostřící komplex, který se vyskytuje u lidoopů, ale vymizel u lidí, australopitéků i druhu Ardipithecus ramidus. Špičáky druhu Ardipithecus ramidus byly mnohem méně výrazné, stále však mírně vystupovaly z linie ostatních zubů.
Končetiny si uchovaly konzervativní stavbu, která se podobala spíše opicím Starého světa než africkým hominidům. Neměly žádné adaptace k brachiaci nebo kotníkochodectví (chůze s oporou o kotníky prstů předních končetin, která je charakteristická pro gorily a šimpanze). Horní končetiny byly oproti dolním poměrně dlouhé, se značně pohyblivým zápěstím. Články prstů byly podobně jako u šimpanzů zakřivené a dlouhé, takže zřejmě umožňovaly silný úchop a efektivní šplhání v korunách stromů. Palec byl ale v porovnání s lidoopy dlouhý, robustní a dobře osvalený, čímž se blížil spíše lidem.
Také chodidlo bylo vyztužené a méně pohyblivé podobně jako u australopitéků a lidí, ovšem na rozdíl od nich bylo ještě vybaveno protistojným palcem. Velmi zajímavou stavbu má i pánev, která se ve své horní části podobala australopitékům a lidem, avšak spodní část se nijak výrazně nelišila od pánve moderních lidoopů.

## Způsob života
Podle nálezů velkého množství ostatků dalších zvířat i rostlin na lokalitách v oblasti Middle Awash žil ardipiték v prosvětleném, nepříliš hustém lužním lese podél řeky nebo jezerního břehu. Dál od vody se však patrně rozkládala sušší, otevřenější krajina savany, doplněná snad mozaikovitými ostrůvky stromů a křovin. Té se ovšem ardipiték spíše vyhýbal, protože v korunách stromů hledal potravu i úkryt před dravci. Zajímavé je, že mozaikovitá krajina, ačkoliv zřejmě s vyšším podílem otevřených travnatých ploch byla životním prostředím i dalších raných homininů - rodů Sahelanthropus a Orrorin.
Celková stavba chrupu bez nápadných specializací ukazuje, že byl nevyhraněným všežravcem, který mohl převažující rostlinnou stravu doplňovat hmyzem, vejci i drobnými savci. Ve srovnání se šimpanzi mohl konzumovat méně ovoce a naopak větší množství vláknité stravy či tužších plodů. Neživil se však výrazně abrasivní, na zpracování náročnou potravou (např. ořechy či hlízami), kterou mohli alespoň částečně konzumovat australopitékové.
Podle silných prstů i protistojného palce na chodidle ardipiték trávil ještě velkou část života v korunách stromů, ačkoliv většina odborníků v současnosti nepochybuje, že mohl používat určitou formu bipedie - vzpřímené dvojnohé chůze. Pro tuto schopnost svědčí hned několik znaků.
Poměrně vpředu umístěný velký týlní otvor spolu se zkrácenou spodinou lebeční naznačují, že lebka seděla nahoře na páteři jako u lidí, nikoliv před ní jako u kvadrupedních lidoopů. Bipedie druhu Ardipithecus kadabba i jedinců z oblasti Gona je odvozována z článku prstu nohy, na němž je kloubní ploška pro spojení s nártem orientovaná stejně jako u australopitéků. Podle tohoto znaku se předpokládá, že Ardipithecus se při chůzi odrážel od špičky nohy, na rozdíl od šimpanzů, kteří se odrážejí z vnější hrany chodidla.
Hlavní oporou pro předpokládanou schopnost vzpřímené chůze je však pánev samice Ardi. Její morfologie ukazuje, že hýžďové svalstvo již bylo přestavěno tak, aby ardipiték mohl chodit po dvou a nekýval se přitom ze strany na stranu jako moderní lidoopi. Stehenní kost a pánev byly spojeny pevnými vazy, které zajišťovaly dostatečnou stabilitu při chůzi a přímý sval stehenní (rectus femoris musculus) fungoval stejně jako u lidí, takže ardpiték mohl plně natáhnout koleno. Malá výška pánve, které bylo docíleno díky nízkým a širokým lopatám kyčelní kosti, snížila celkové těžiště těla, a tak byl tento tvor schopen během chůze udržet rovnováhu na jediné noze. Utváření horní části pánve také naznačuje, že páteř již mohla být v bedrech prohnutá na způsob lidské lordózy, protože široce rozložené lopaty kyčelní kosti netísnily bederní obratle jako u dnešních šimpanzů. Vyztužené chodidlo navíc poskytovalo dostatečně silný odraz od země při každém kroku i při zachování protistojného palce. Detaily spodní části pánve však prozrazují, že bipedie ještě nebyla příliš dokonalá a ardipiték tak nemohl chodit dobře, rychle ani daleko.
Někteří badatelé však pochybují o způsobu, efektivitě a četnosti využití bipedie. Nedůvěra či rezervovanost ohledně vzpřímené chůze ardipitéka částečně vychází z velmi špatného stavu nalezených ostatků. Podle odpůrců mohlo během rekonstrukce původního tvaru pánve dojít k mnoha chybám, takže některé důležité úhly a vzdálenosti nemusí odpovídat realitě. Ještě problematičtější je bipedie druhu Ardipithecus kadabba, která je odvozována z jediného článku prstu.

### Kultura
Nepředpokládá se, že by Ardipithecus vytvářel nějakou specifickou kulturu a vyráběl nástroje jako mladší homininé. Nelze však vyloučit, že využíval neupravené valouny nebo větve a klacíky podobně jako dnešní gorily, orangutani i šimpanzi.

## Fylogeneze

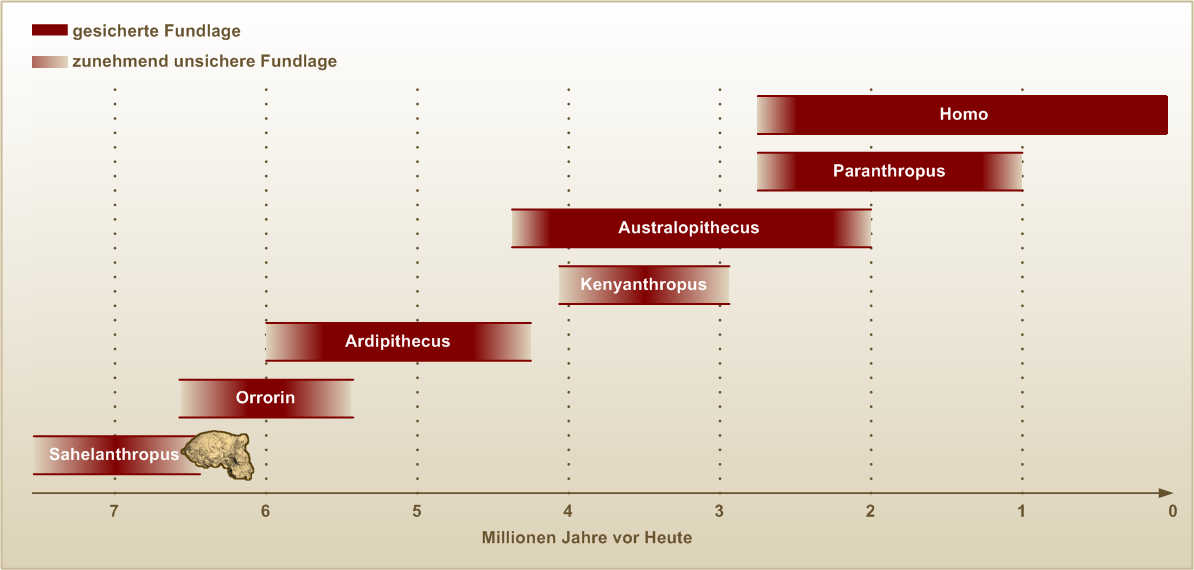
Homininé na časové ose

Většina odborníků v současnosti souhlasí s tím, že Ardpithecus patří do taxonu Hominina, i když stál ještě velmi blízko poslednímu společnému předku lidí a šimpanzů. Zásadním argumentem pro toto zařazení je schopnost vzpřímené dvojnohé chůze, důležitými znaky jsou ale i vpřed posunutý velký týlní otvor a nevýrazné špičáky. Všechny tyto detaily také posilují domněnky, že i starší rody Sahelanthropus, Orrorin a druh Ardipithecus kadabba patří mezi zástupce lidské vývojové větve. Byl dokonce vysloven názor, že rody Sahelanthropus, Orrorin a Ardipithecus mohly patřit jedinému tvoru, který se průběžně vyvíjel. K tomu jsou ovšem mnozí badatelé spíše skeptičtí.
Objevitelský tým předpokládá, že Ardipithecus ramidus byl přímým nástupcem druhu Ardipithecus kadabba a předkem australopitéků. Je možné, že jeho potomkem byl druh Australopithecus anamensis, který obýval týž prostor středního toku řeky Awaš jen o 200 tisíc let později. To by ovšem znamenalo, že k velkým změnám v anatomii muselo dojít během velmi krátkého časového úseku. Ardipiték ale mohl být i slepou vývojovou větví. V každém případě velmi dobře ukazuje, jak takový předek australopitéků mohl vypadat.